# الطريق الوطني رقم 16 (الجزائر)
الطريق الوطني 16 (RN16)، طريق وطني جزائري، يربط عنابة على مستوى الطريق الوطني رقم 44 بمدينة تقرت على مستوى الطريق الوطني رقم 3، بطول حوالي 627 كم. يُكنى بـ«طريق واد سوف».

## تاريخ
تم تشييده عام 1909.

## المسار

### المدن
مسار الطريق يمر بعدة مدن أهمها: عنابة - الحجار - الذرعان - بوشقوف - سوق أهراس - مداوروش - العوينات - تبسة – مرسط – الماء الأبيض - بئر العاتر - الوادي - تقرت

### الولايات
يمر بالولايات التالية:
- ولاية عنابة
- ولاية الطارف
- ولاية قالمة
- ولاية سوق أهراس
- ولاية تبسة
- ولاية الوادي
- ولاية ورقلة

### أهم النقاط
- دوار مروري على مستوى سيدي براهيم عنابة (النقطة الكيلومترية 0)
- محول الطريق الوطني رقم 44 (النقطة الكيلومترية 2)
- تقاطع مع طريق نحو البوني (النقطة الكيلومترية 3)
- محول الطريق الولائي رقم 56 نحو سيدي عمار (النقطة الكيلومترية 7)
- محول الطريق الولائي رقم 129 في الحجار (النقطة الكيلومترية 9,3)
- محول مركب الحجار للحديد والصلب (النقطة الكيلومترية 10)
- محول الطريق الوطني رقم 21 في الحجار (النقطة الكيلومترية 10)
- دوار مروري بالمخرج الجنوبي للحجار (النقطة الكيلومترية 13)
- دوار مروري المدخل الشمالي شبيطة مختار (النقطة الكيلومترية 14)
- تقاطع الطريق الولائي رقم 125 نحو زورامي علي (النقطة الكيلومترية 18)
- دوار مروري المخرج الجنوبي شبيطة مختار (النقطة الكيلومترية 19)
- دوار مروري تقاطع الطريق الولائي رقم 120 نحو زورامي علي والذرعان (النقطة الكيلومترية 23)
- دوار مروري تقاطع الطريق الوطني رقم 84 في الذرعان (النقطة الكيلومترية 25)
- دوار مروري المخرج الجنوبي الذرعان (النقطة الكيلومترية 27)
- دوار مروري محول no 4 الطريق السيار شرق-غرب (الجزائر) (النقطة الكيلومترية 29)
- عين بن بيضاء (النقطة الكيلومترية 34)
- وادي فراغة، تقاطع الطريق الوطني رقم 16أ (النقطة الكيلومترية 44)
- بودروة (النقطة الكيلومترية 48)
- تقاطع الطريق الولائي رقم 126 نحو موالكية (النقطة الكيلومترية 51)
- بوشقوف، تقاطع الطريق الوطني رقم 20 (النقطة الكيلومترية 54)
- تقاطع الطريق الولائي رقم 111 نحو حمام بني صالح (النقطة الكيلومترية 59)
- تقاطع مدخل مجاز الصفاء (النقطة الكيلومترية 61)
- عين تهاميم (النقطة الكيلومترية 68)
- تقاطع الطريق الولائي رقم 19 نحو وادي الشحم (النقطة الكيلومترية 71)
- دوار مروري الطريق الاجتنابي للمشروحة (النقطة الكيلومترية 75)
- المشروحة، تقاطع الطريق الولائي رقم 9 نحو واد الزيتون (النقطة الكيلومترية 76)
- تقاطع الطريق الولائي رقم 19 نحو سوق أهراس (النقطة الكيلومترية 81)
- عين سنيور (النقطة الكيلومترية 82)
- دوار مروري الطريق الاجتنابي لعين سنيور (النقطة الكيلومترية 84)
- دوار مروري المدخل الشمال الغربي سوق أهراس، تقاطع الطريق الوطني رقم 20 (النقطة الكيلومترية 91)
- دوار مروري المدخل الغربي سوق أهراس، تقاطع الطريق الوطني رقم 81 (النقطة الكيلومترية 92)
- دوار مروري المخرج الجنوبي سوق أهراس، تقاطع الطريق الوطني رقم 16أ (النقطة الكيلومترية 94)
- تقاطع الطريق الولائي رقم 5 نحو الطريق الوطني رقم 81 (النقطة الكيلومترية 100)
- الزعرورية (النقطة الكيلومترية 102)
- تقاطع الطريق الولائي رقم 10 نحو الزعرورية (النقطة الكيلومترية 109)
- جحيفة، تقاطع طريق بلدي نحو تاورة (النقطة الكيلومترية 110)
- تقاطع الطريق الوطني رقم 16ب في مطماط (النقطة الكيلومترية 115)
- دوار مروري الطريق الولائي رقم 13 نحو تاوورة (النقطة الكيلومترية 117)
- دوار مروري مدخل الدريعة (النقطة الكيلومترية 124)
- المدخل الغربي الدريعة (النقطة الكيلومترية 125)
- دوار مروري مدخل الشمالي مداوروش (النقطة الكيلومترية 131)
- محول المخرج الجنوبي مداوروش (النقطة الكيلومترية 135)
- تقاطع الطريق الولائي رقم 14 نحو أم العظائم (النقطة الكيلومترية 143)
- تقاطع طريق بلدي نحو وادي الكبريت (النقطة الكيلومترية 153)
- المدخل الشمالي للعوينات (النقطة الكيلومترية 158)
- تقاطع الطريق الوطني رقم 88 نحو الونزة (النقطة الكيلومترية 160)
- تقاطع الطريق الوطني رقم 88 نحو مسكيانة (النقطة الكيلومترية 162)
- تقاطع طريق بلدي نحو بوخضرة (النقطة الكيلومترية 176)
- تقاطع الطريق الولائي رقم 4 نحو مسكيانة (النقطة الكيلومترية 185)
- مرسط، تقاطع الطريق الولائي رقم 83 نحو الحمامات (ولاية تبسة) (النقطة الكيلومترية 186)
- تقاطع الطريق الوطني رقم 82 نحو بوخضرة (النقطة الكيلومترية 186)
- تقاطع طريق بلدي نحو عين الزرقاء (ولاية تبسة) (النقطة الكيلومترية 201)
- دوار مروري تقاطع الطريق الوطني رقم 83 نحو الحمامات (ولاية تبسة) (النقطة الكيلومترية 207)
- بولحاف الدير (النقطة الكيلومترية 209)
- دوار مروري الطريق الاجتنابي الجديد لتبسة (النقطة الكيلومترية 214)
- دوار مروري الطريق الاجتنابي الشمالي لتبسة (النقطة الكيلومترية 218)
- دوار مروري مدخل تبسة، تقاطع الطريق الوطني رقم 10 (النقطة الكيلومترية 224)
- تقاطع طريق بلدي نحو الحويجبات (النقطة الكيلومترية 237)
- الماء الأبيض (ولاية تبسة) (النقطة الكيلومترية 247)
- تقاطع الطريق الولائي رقم 2 نحو أم علي (ولاية تبسة) (النقطة الكيلومترية 267)
- صفصاف الوسرة (النقطة الكيلومترية 278)
- تقاطع طريق بلدي نحو المزارة (النقطة الكيلومترية 292)
- مدخل الشمالي بئر العاتر (النقطة الكيلومترية 305)
- تقاطع الطريق الولائي رقم 1 نحو المزارة (النقطة الكيلومترية 305)
- بئر العاتر، تقاطع الطريق الولائي رقم 1 نحو عقلة اولاد محبوب (النقطة الكيلومترية 308)
- تقاطع طريق بلدي نحو بطيطة (النقطة الكيلومترية 310)
- المخرج الجنوبي لبئر العاتر (النقطة الكيلومترية 311)
- نقرين (النقطة الكيلومترية 368)
- تقاطع الطريق الولائي رقم 148 نحو فركان (النقطة الكيلومترية 373)
- دويلات، تقاطع طريق بلدي نحو بن قشة (النقطة الكيلومترية 410)
- السبايس (النقطة الكيلومترية 452)
- تقاطع الطريق الوطني رقم 48 نحو طالب العربي (النقطة الكيلومترية 468)
- El Adhel (النقطة الكيلومترية 481)
- Merzaka (النقطة الكيلومترية 497)
- حاسي خليفة، تقاطع طريق بلدي نحو المقرن (ولاية الوادي) (النقطة الكيلومترية 503)
- تقاطع الطريق الولائي رقم 404 نحو سيدي عون (النقطة الكيلومترية 508)
- الدبيلة (النقطة الكيلومترية 511)
- تقاطع الطريق الولائي رقم 407 نحو سيدي عون (النقطة الكيلومترية 515)
- بلدية حساني عبد الكريم، تقاطع الطريق الولائي رقم 406 نحو الطريفاوي (النقطة الكيلومترية 516)
- تقاطع طريق بلدي نحو النخلة (ولاية الوادي) (النقطة الكيلومترية 520)
- دوار مروري المدخل الشماليللوادي (النقطة الكيلومترية 526)
- الوادي (الجزائر)، دوار مروري الطريق الوطني رقم 48 نحو قمار (ولاية الوادي) و الطريق الولائي رقم 403 نحو البياضة (ولاية الوادي) (النقطة الكيلومترية 530)
- تقاطع طريق بلدي نحو الرباح (ولاية الوادي) (النقطة الكيلومترية 532)
- تقاطع الطريق الولائي رقم 402 نحو ورماس (النقطة الكيلومترية 535)
- تقاطع طريق بلدي نحو وادي العلندة (النقطة الكيلومترية 547)
- أميه ونسة (النقطة الكيلومترية 555)
- بن ناصر (النقطة الكيلومترية 586)
- الطيبات (النقطة الكيلومترية 591)
- المنقر (النقطة الكيلومترية 596)
- أم زبد (النقطة الكيلومترية 602)
- دوار مروري الطريق الاجتنابي لتقرت (النقطة الكيلومترية 621)
- تقرت (النقطة الكيلومترية 625)
- تقاطع الطريق الوطني رقم 3 (النقطة الكيلومترية 627)

## معرض صور

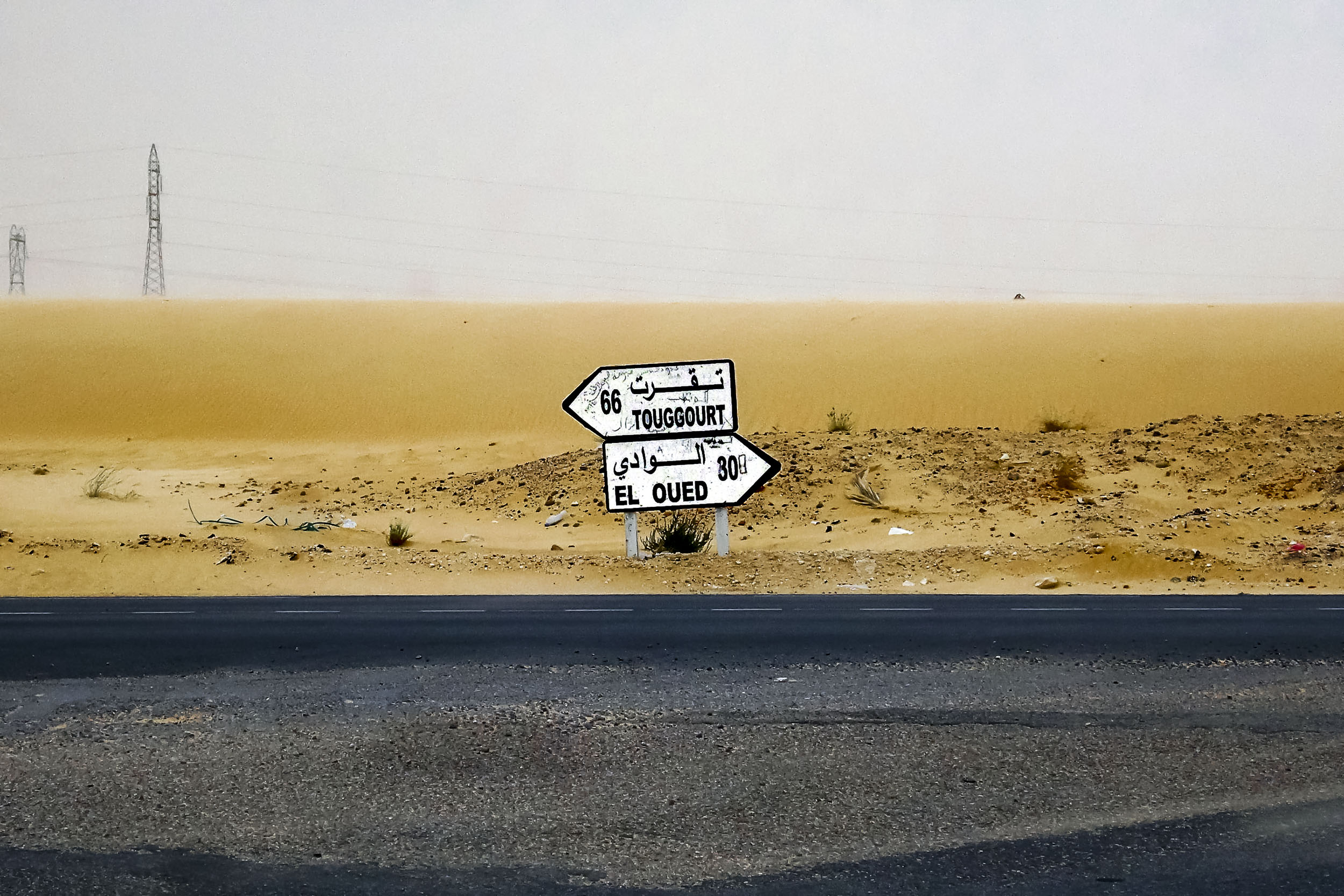